# Ennemain
Ennemain település Franciaországban, Somme megyében. Lakosainak száma 247 fő (2022. január 1.). Ennemain Athies, Croix-Moligneaux, Épénancourt, Falvy és Saint-Christ-Briost községekkel határos.

## Népesség
A település népességének változása:
| Lakosok száma | 212  | 242  | 259  | 262  | 273  | 281  | 269  | 258  | 247  |
|               | 2013 | 2015 | 2016 | 2017 | 2018 | 2019 | 2020 | 2021 | 2022 |